# Базантен
Базантен (фр. Bazentin) насеље је и општина у североисточној Француској у региону Пикардија, у департману Сома која припада префектури Перон.
По подацима из 2011. године у општини је живело 76 становника, а густина насељености је износила 14,9 становника/km². Општина се простире на површини од 5,1 km². Налази се на средњој надморској висини од 90 метара (максималној 159 m, а минималној 94 m).

## Демографија
| 1962. | 1968. | 1975. | 1982. | 1990. | 1999. | 2011. |
| ----- | ----- | ----- | ----- | ----- | ----- | ----- |
| 130   | 114   | 82    | 74    | 70    | 77    | 76    |

График промене броја становника у току последњих година